# Gavernes Land
Gavernes Land er en dansk dokumentarfilm fra 1991, der er instrueret af Elle-Mie Ejdrup Hansen.

## Handling
To danske kunstnere besøger Georgien og arbejder sammen med georgiske kunstnere. Mødet i tid - rum - billedet opstår i videoen - den kunstneriske proces skaber indhold - mellem rum.